# Aloconota pfefferi
Aloconota pfefferi – gatunek chrząszcza z rodziny kusakowatych i podrodziny rydzenic.

## Taksonomia
Gatunek ten opisany został po raz pierwszy w 1929 roku przez Jana Roubala pod nazwą Atheta pfefferi. 

## Morfologia
Chrząszcz o wydłużonym ciele długości od 2,7 do 3,4 mm. Brązowa głowa ma wyłupiaste, stosunkowo duże oczy. Skronie są co najwyżej półtorakrotnie dłuższe od oczu w widoku grzbietowym i mają niekompletne obrzeżenia listewkowate. Czułki są jasnobrązowe, długie i cienkie, o członach siódmym i ósmym znacznie dłuższych niż szerokich. Przedplecze jest brązowe, rzadziej żółtobrązowe, wyraźnie szagrynowane. Barwa pokryw zwykle jest żółtawobrązowa, rzadko ciemniej brązowa. Mierzone wzdłuż szwu są znacznie dłuższe od przedplecza. Kolor odnóży jest żółty. Stopy są wysmuklone; tylna ich para ma człon pierwszy znacznie dłuższy od drugiego, a człony drugi i trzeci znacznie dłuższe niż szerokie. Brązowy odwłok ma równoległe w zarysie boki, a jego punktowanie jest drobne i rozproszone. U podstawy czwartego tergitu brak jest poprzecznego wcisku.

## Ekologia i występowanie
Owad rozmieszczony od nizin po niższe położenia górskie, w Alpy wkraczający tylko dolinami rzecznymi.
Gatunek palearktyczny, europejski, znany z Belgii, Niemiec, Szwajcarii, Austrii, Włoch, Polski, Czech, Słowacji i Rumunii.